# Damissa FC
Der Damissa Football Club (kurz Damissa FC)  ist ein beninischer Fußballverein aus N’Dali, Département Borgou. Mit Stand Februar 2023 spielt er im Championnat National du Benin, der ersten Liga des Landes, und trägt seine Heimspiele im Stade N’Dali aus, das 1000 Plätze umfasst.

## Geschichte
Seine Wurzeln hat der Verein in dem Club Association Sportive de Tado (kurz: AS Tado) aus Dogbo im Département Couffo. Auf einer Generalversammlung im September 2020 wurde beschlossen, dass der Club, dem zu diesem Zeitpunkt der Bürgermeister von Lalo vorstand, den Besitzer, den Namen und den Ort wechselt. Erster Präsident des Clubs unter dem neuen Namen Damissa FC und am neuen Standort wurde Francis Koto Gbian, erster Vizepräsident des beninischen Fußballverbandes Fédération Béninoise de Football und ehemaliger Präsident von Béké FC.